# Större stigstekel
Större stigstekel (Priocnemis perturbator) är en stekelart som först beskrevs av Harris 1780. Större stigstekel ingår i släktet sågbenvägsteklar, och familjen vägsteklar. Arten är reproducerande i Sverige.
Arten gräver även hål i marken som är något djupare än den egna kroppslängden. Efter att, med största sannolikhet, lagt ägg i hålet täcker den varsamt över det som ett lock.

## Bildgalleri

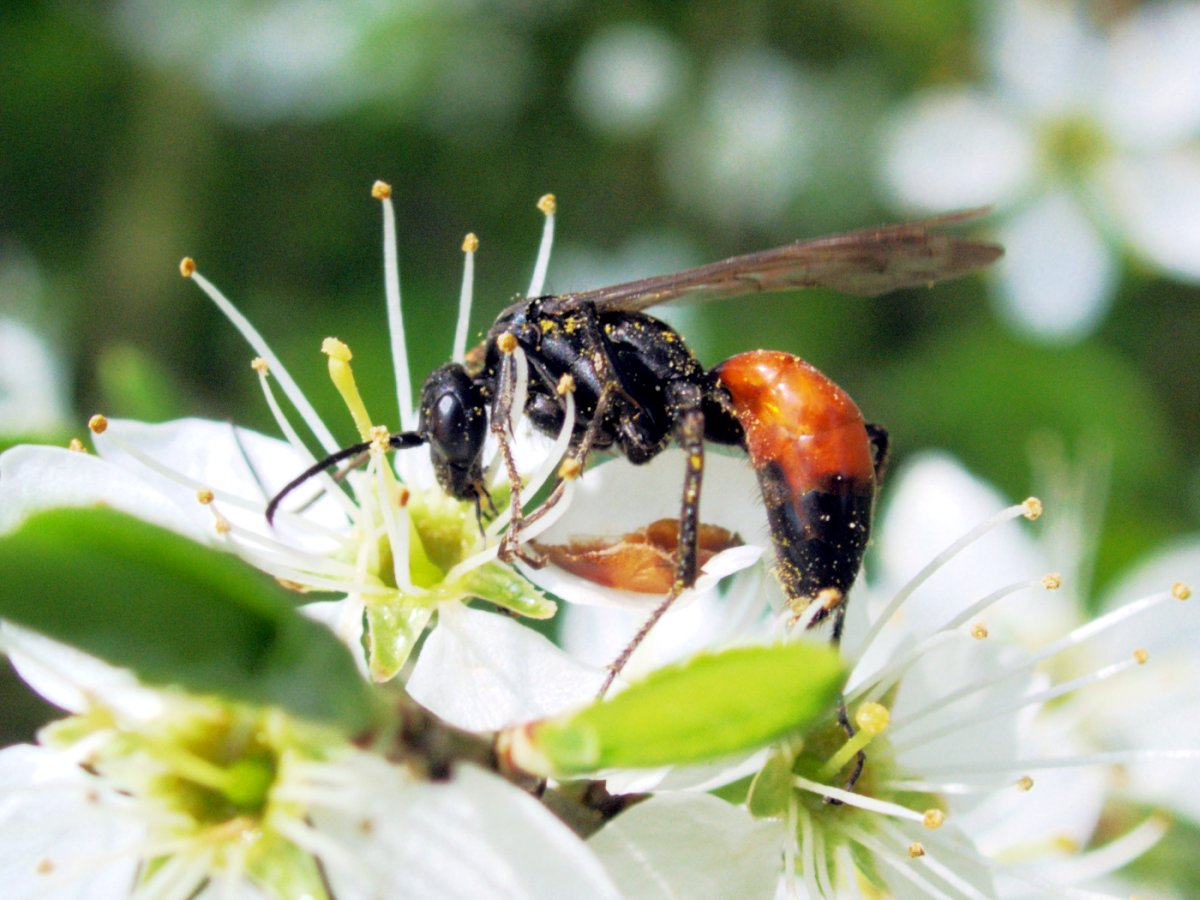